# Michael Roberts (Jockey)
Michael Muis Roberts (* 17. Mai 1954 in Südafrika) ist ein ehemaliger südafrikanischer Jockey.
Die Karriere von Roberts begann in seinem Geburtsland Südafrika, wo er fünf Jahre an der südafrikanischen Akademie der Jockeys verbrachte, einem Nährboden für viele Spitzenjockeys. Insgesamt elfmal errang er den Titel des Champion Jockeys in seiner Heimat. Roberts kam 1978 nach Großbritannien und errang dort im selben Jahr noch 25 Siege. 1992 wurde er mit 206 Siegen Champion Jockey in Großbritannien. Seinen 1000. britischen Sieg holte er 1994 und er siegte 3.964 Mal in seiner weltweiten Karriere. Er hat über 25 Gruppen-Rennen einschließlich des Japan Cup 1995 auf Lando gewonnen. 1991 gewann er mit Sikeston 	den Premio Roma.
Im September 2001 hatte er in Wolverhampton einen schweren Sturz mit Rückenwirbelverletzungen, der seine Karriere beendete, aber auch seine neue Laufbahn als Trainer einleitete.